# Ischnocnema octavioi
Ischnocnema octavioi är en groddjursart som först beskrevs av Werner C.A. Bokermann 1965.  Ischnocnema octavioi ingår i släktet Ischnocnema och familjen Brachycephalidae. IUCN kategoriserar arten globalt som livskraftig. Inga underarter finns listade i Catalogue of Life.